# Aguilón
Aguilón ist ein spanischer Ort und eine Gemeinde (municipio) mit 273 Einwohnern (Stand: 2024) im Süden der Provinz Saragossa in der Autonomen Gemeinschaft Aragonien. Die Gemeinde gehört zur bevölkerungsarmen Serranía Celtibérica. 

## Lage und Klima
Aguilón liegt ca. 45 Kilometer (Fahrtstrecke) südsüdwestlich der Provinzhauptstadt Saragossa in einer Höhe von ca. 685 m. Das Klima ist gemäßigt bis warm; Regen (ca. 492 mm/Jahr) fällt übers Jahr verteilt.
Die Gemeinde gehört zum Weinbaugebiet Cariñena.

## Geschichte
In der Gemeinde finden sich Reste keltiberischer Siedlungen. Diese werden als Cerro de San Pablo de Villanueva und Peña Foradada bezeichnet.

## Bevölkerungsentwicklung
| Jahr      | 1970 | 1981 | 1991 | 2001 | 2011 | 2021 |
| Einwohner | 595  | 327  | 267  | 289  | 258  | 234  |

## Sehenswürdigkeiten
- Marienkirche (Iglesia de Nuestra Señora del Rosario)
- Kapelle Santa Cristina
- Rathaus

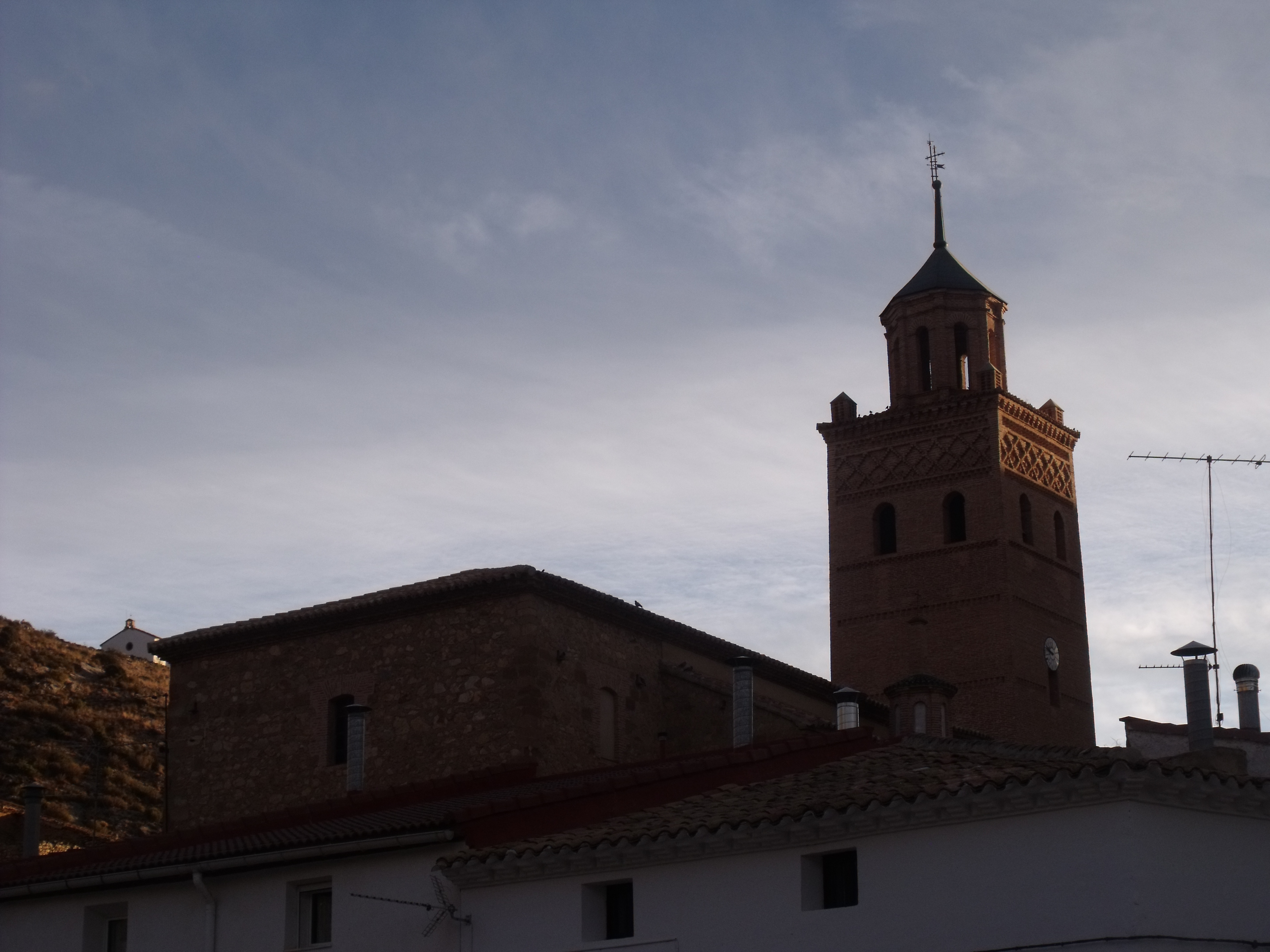
Marienkirche
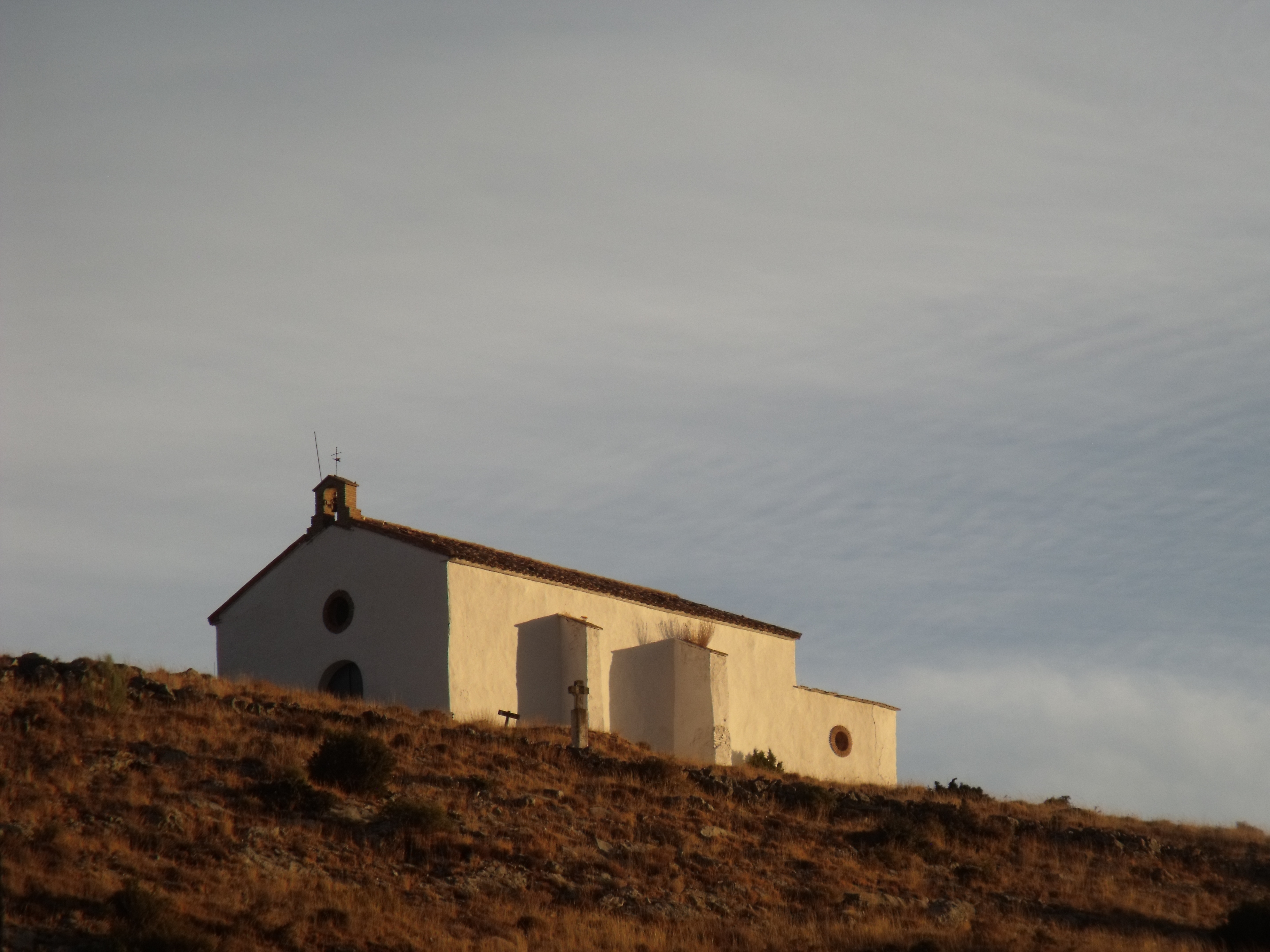
Kapelle Santa Cristina
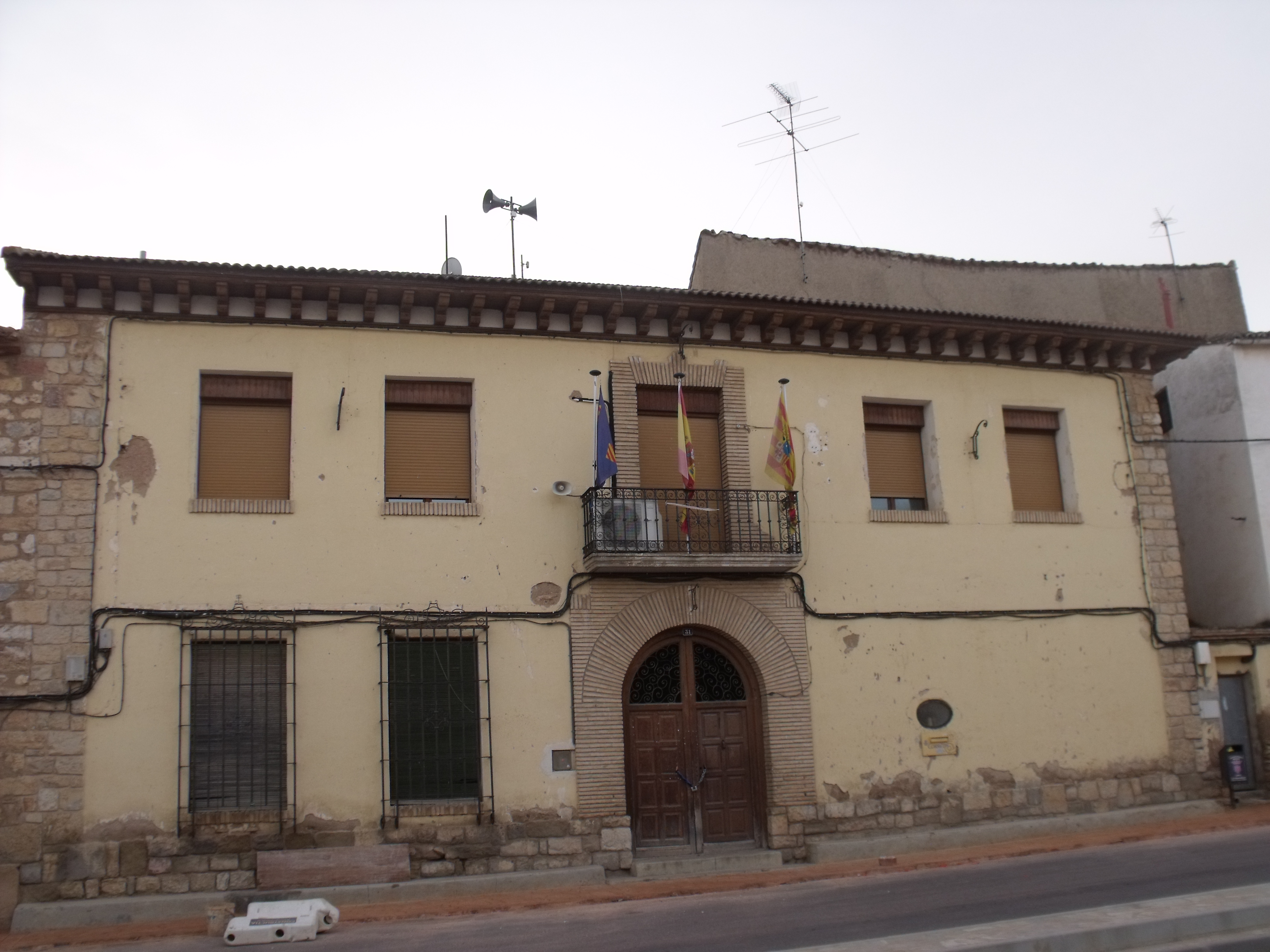
Rathaus